# Osselle-Routelle
Osselle-Routelle est depuis le 1er janvier 2016, une commune nouvelle française située dans le département du Doubs, la région culturelle et historique de Franche-Comté et la région administrative Bourgogne-Franche-Comté. Elle est issue de la fusion des deux communes de Osselle et Routelle.
La création de la nouvelle commune a entraîné la transformation des deux anciennes communes en communes déléguées.

## Géographie

### Localisation
La commune se trouve à 15 km au sud-ouest de Besançon. Elle est traversée par la RD 12/ RD 13 qui permet de rejoindre Besançon ou Mouchard.

### Hydrographie
La commune est située dans un méandre du Doubs, affluent de la Saône et par conséquent un sous-affluent du Rhône.
Le canal du Rhône au Rhin y passe ainsi que le Ruisseau d'Abbans-Dessus.
Le lac d'Osselle constitue une base nautique, seul plan d’eau de l’agglomération, se trouve dans la commune.

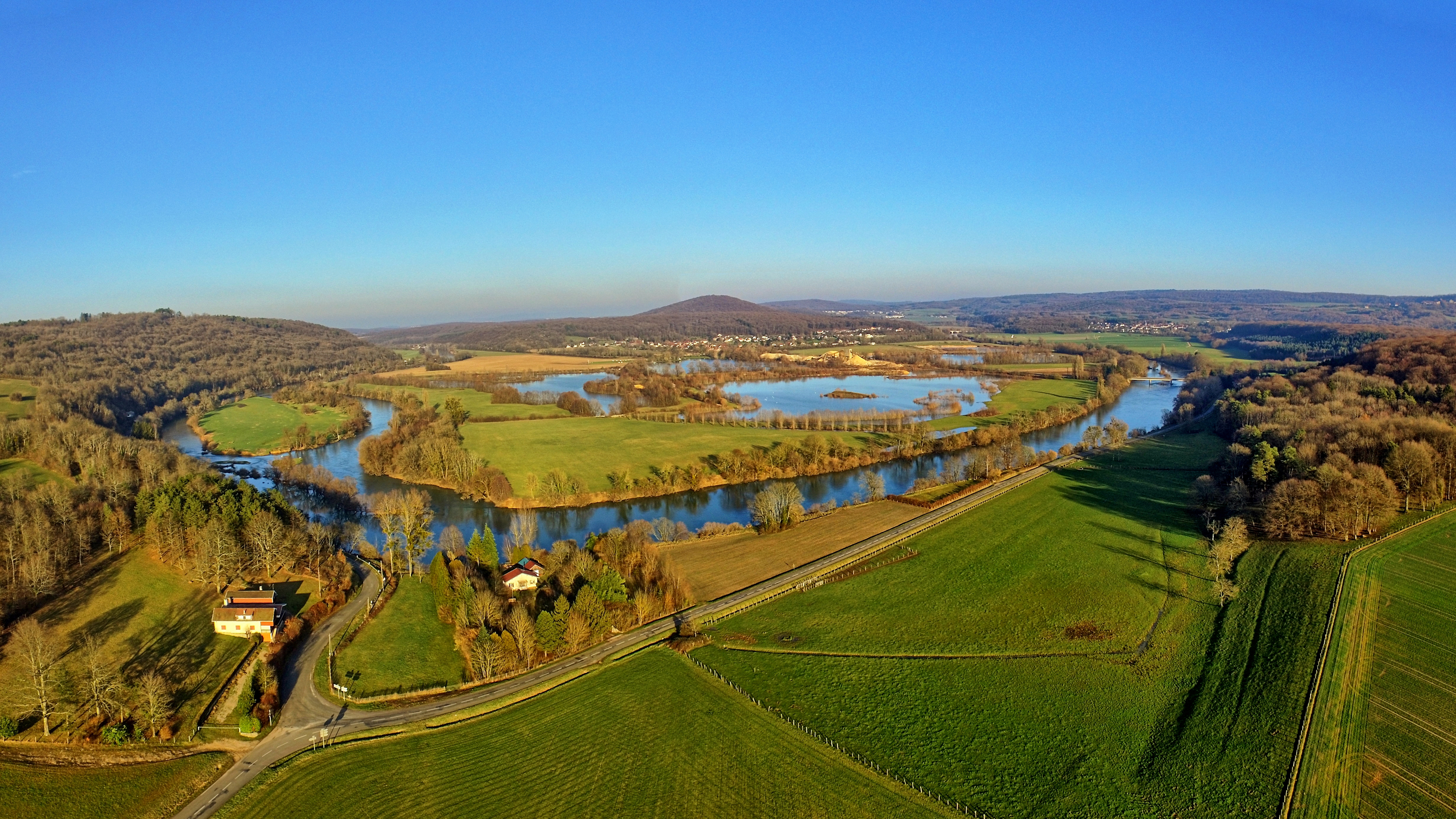
Le village dans la boucle du Doubs.

### Transport
La commune est desservie par la ligne  56  du réseau de transport en commun Ginko, avec les arrêts « Osselle, Église », « Osselle, Plage », « Routelle, Centre » et « Routelle, Randebelin ». En 2019, cette ligne propose quatre aller/retour le matin et le soir et un le midi.
Osselle-Routelle est traversée par l'EuroVelo 6 qui relie l'Atlantique à la mer Noire, longue de 3 653 km.
La gare la plus proche est celle de Torpes - Boussières, à dix minutes à bicyclette de la commune par l'EuroVelo 6. Elle est desservie par des trains du réseau TER Bourgogne-Franche-Comté.

### Climat
Pour des articles plus généraux, voir Climat de la Bourgogne-Franche-Comté et Climat du Doubs.
En 2010, le climat de la commune est de type climat de montagne, selon une étude du Centre national de la recherche scientifique s'appuyant sur une série de données couvrant la période 1971-2000. En 2020, Météo-France publie une typologie des climats de la France métropolitaine dans laquelle la commune est exposée à un climat semi-continental et est dans la région climatique  Jura, caractérisée par une forte pluviométrie en toutes saisons (1 000 à 1 500 mm/an), des hivers rigoureux et un ensoleillement médiocre. 
Pour la période 1971-2000, la température annuelle moyenne est de 10,7 °C, avec une amplitude thermique annuelle de 17,2 °C. Le cumul annuel moyen de précipitations est de 1 175 mm, avec 13 jours de précipitations en janvier et 9,3 jours en juillet. Pour la période 1991-2020, la température moyenne annuelle observée sur la station météorologique de Météo-France la plus proche, « Dannemarie-sur-Crète », sur la commune de Dannemarie-sur-Crète à 7 km à vol d'oiseau, est de 11,3 °C et le cumul annuel moyen de précipitations est de 1 066,6 mm. 
La température maximale relevée sur cette station est de 39,9 °C, atteinte le 25 juillet 2019 ; la température minimale est de −22 °C, atteinte le 9 janvier 1985,,. 
Les paramètres climatiques de la commune ont été estimés pour le milieu du siècle (2041-2070) selon différents scénarios d'émission de gaz à effet de serre à partir des nouvelles projections climatiques de référence DRIAS-2020. Ils sont consultables sur un site dédié publié par Météo-France en novembre 2022.

## Urbanisme

### Typologie
Au 1er janvier 2024, Osselle-Routelle est catégorisée commune rurale à habitat dispersé, selon la nouvelle grille communale de densité à 7 niveaux définie par l'Insee en 2022.
Elle est située hors unité urbaine. Par ailleurs la commune fait partie de l'aire d'attraction de Besançon, dont elle est une commune de la couronne,. Cette aire, qui regroupe 310 communes, est catégorisée dans les aires de 200 000 à moins de 700 000 habitants,.

## Toponymie
Le nom de la commune nouvelle est formée du regroupement du nom des deux anciennes communes fusionnées.
Oselle était connu comme Osella (1130) ;  Oselle (1584) ;  Oyselle (1677). Ce nom dériverait du celtique « uksello » signifiant haut.

## Histoire
Les fouilles archéologiques des années 1970 ont permis d'établir qu'Osselle était déjà occupée en tant que colonie à l'époque romaine. On parle pour la première fois d'Osselle dans un document manuscrit en 1130 : le village est nommé par son château : castro de Ossella2.
Au Moyen Âge, Osselle dépendait en partie de la seigneurie d'Abbans.
Routelle faisait partie depuis le Moyen Âge de la seigneurie de Montferrand. En 1789, la commune appartient au Marquis de Toulongeon, officier général, apprécié par ses habitants, mais son domaine fut malgré tout vendu comme bien national en 1794.
Les villages de la commune ont été sinistrés par la crue du Doubs de 1910.
Les communes d'Osselle et de Routelle ont décidé de fusionner sous le régime de la commune nouvelle de manière notamment à permettre la création d'une école pérenne. Après un débat citoyen et à la suite du vote concordant des deux conseils municipaux des 4 décembre et 27 novembre 2015, cette fusion été décidée par un arrêté préfectoral qui a pris effet le 1er janvier 2016.
En 2017/2018 toutefois, certains souhaitent la dé-fusion aléguant une fragilité financière de la commune, des vices de procédure, un manque d’information... et demandent donc le retour aux anciennes communes,.

## Politique et administration

### Rattachements administratifs et électoraux
La commune se trouve dans l'arrondissement de Besançon du département du Doubs. 
Elle est intégrée au canton de Besançon-6.

### Intercommunalité
La commune fait partie de Grand Besançon Métropole.

### Liste des maires
| Période       | Période                   | Identité                                    | Étiquette | Qualité                                                                                             |
| ------------- | ------------------------- | ------------------------------------------- | --------- | --------------------------------------------------------------------------------------------------- |
| janvier 2016  | décembre 2017             | Pierre Dagon-Lartot                         | LR        | Agriculteur retraité Maire d'Osselle (2001 → 2015) Démissionnaire après une condamnation en justice |
| janvier 2018, | En cours (au 31 mai 2020) | Anne Olszak Réélue pour le mandat 2020-2026 |           | |

Jusqu'aux prochaines élections municipales de 2020, le conseil municipal de la commune nouvelle  est constitué de tous les conseillers municipaux issus des conseils des anciennes communes. Le maire de chacune d'entre elles devient maire délégué.
| Nom             | Code Insee | Intercommunalité            | Superficie (km2) | Population (dernière pop. légale) | Densité (hab./km2) |
| --------------- | ---------- | --------------------------- | ---------------- | --------------------------------- | ------------------ |
| Osselle (siège) | 25438      | CU Grand Besançon Métropole | 7,68             | 437 (2013)                        | 57                 |
| Routelle        | 25509      | CU Grand Besançon Métropole | 3,06             | 488 (2013)                        | 159                |

### Politique de développement durable
Dans le cadre de la préparation du transfert de compétence « eau et assainissement » à l'intercommunalité, la station d'épuration datant des années 1980 a été rénovée en 2017.

## Population et société

### Démographie
L'évolution du nombre d'habitants est connue à travers les recensements de la population effectués dans la commune depuis sa création.

En 2022, la commune comptait 956 habitants, en évolution de +0,42 % par rapport à 2016 (Doubs : +1,88 %, France hors Mayotte : +2,11 %).
| 2014 | 2015 | 2020 | 2022 |
| ---- | ---- | ---- | ---- |
| 944  | 948  | 959  | 956  |

Les données démographiques plus anciennes doivent être recherchées dans les articles des communes déléguées.

### Enseignement
Les enfants de la commune sont scolarisés au sein du « regroupement pédagogique intercommunal des trois moulins » qui regroupe Osselle-Routelle et Roset-Fluans. Fin 2017, les effectifs étaient les suivants ;
- Maternelles à Routelle
  - 31 élèves en PS/MS
  - 29 élèves en MS/GS
- Primaires à Osselle
  - 26 élèves en CP/CE1
  - 26 élèves en CE1/CE2
- Primaires à Roset-Fluans
  - 26 élèves en CE2/CM1
  - 25 élèves en CM1/CM2.

### Culture
Une bibliothèque municipale se trouve dans le quartier d'Osselle. Outre son fonds propre, elle dispose de livres es empruntés à  la médiathèque départementale du Doubs.

## Culture locale et patrimoine

### Lieux et monuments
- La grotte d'Osselle, découverte dès le XIIIe siècle, se visite depuis 1504.
- L'église Saint-Martin d'Osselle, reconstruite en 1725 et clocher refait en 1984 avec des tuiles vernissées.
- L'église de Routelle, restaurée en 1849.
- Le lac d'Osselle et sa plage, base nautique de l'agglomération.
- Le canal du Rhône au Rhin,
- La véloroute EuroVelo 6 et ses installations d'accueil des touristes.
- La vallée du Doubs avec le barrage de l'ancien moulin d'Arenthon reconverti en centrale hydroélectrique. Grâce à ses trois turbines inclinées de type KAPLAN, la centrale fournit une puissance de 440 Kilowatts[29].

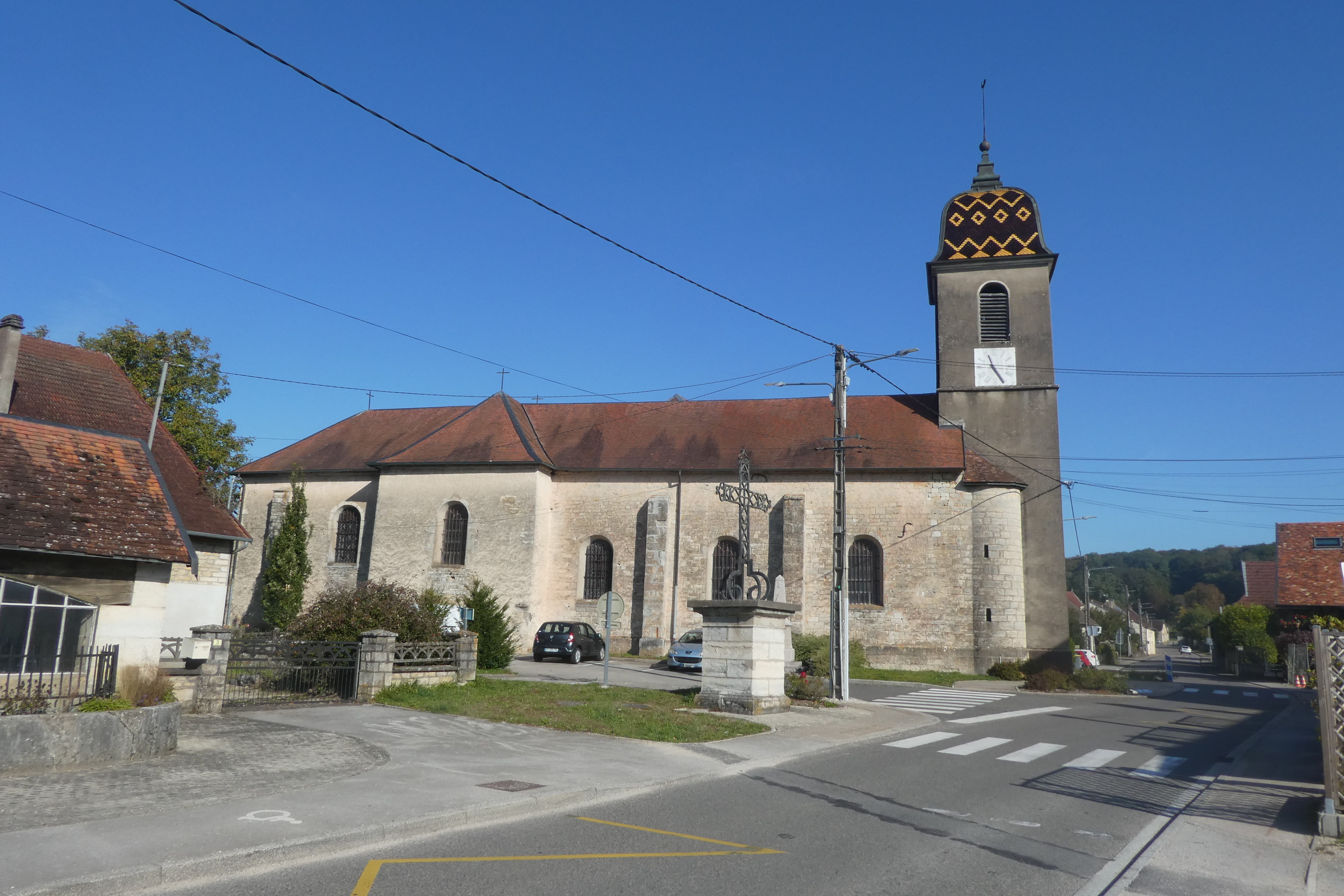
Église Saint Martin d'Osselle.
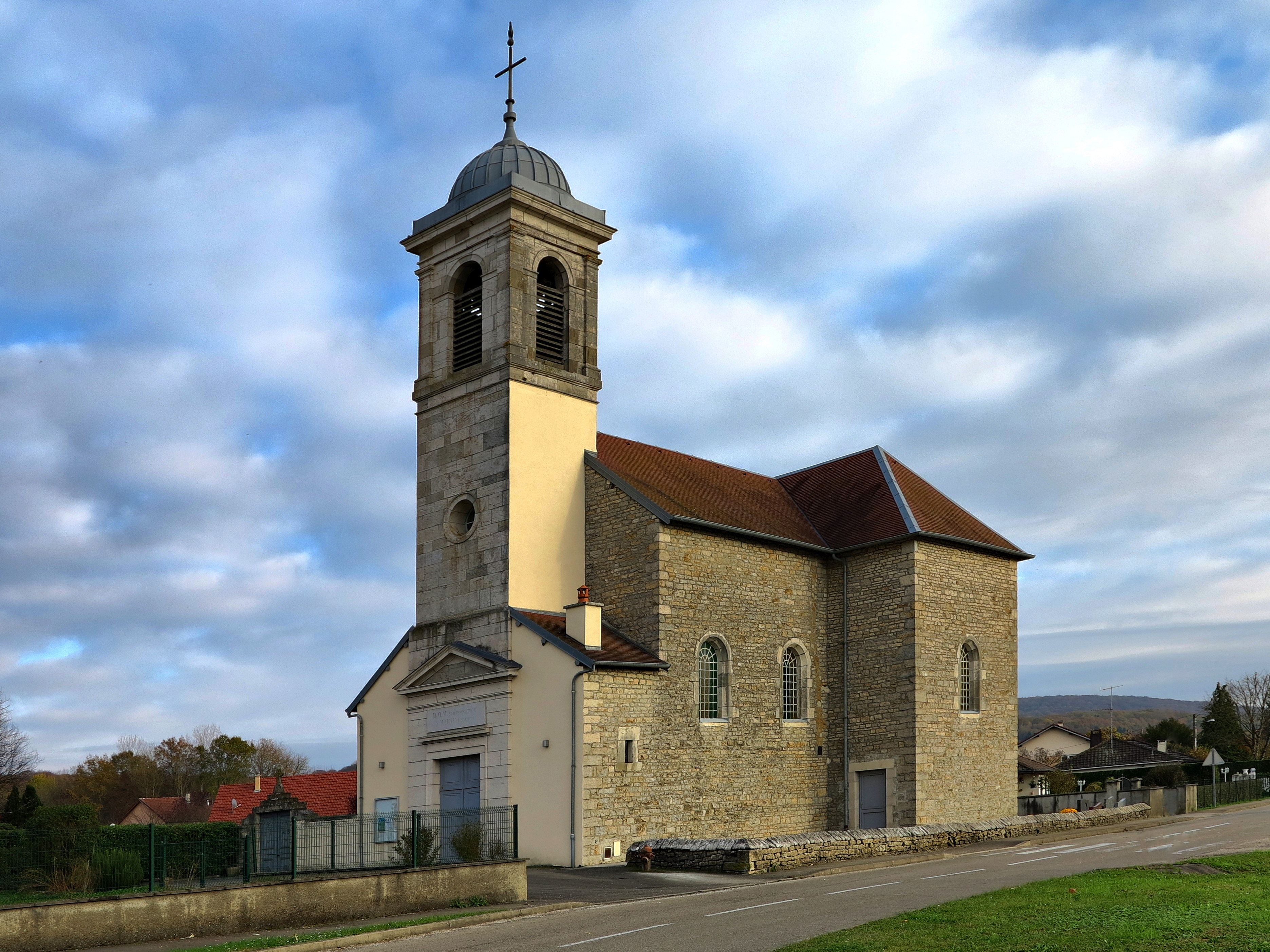
Église Saint Martin de Routelle.
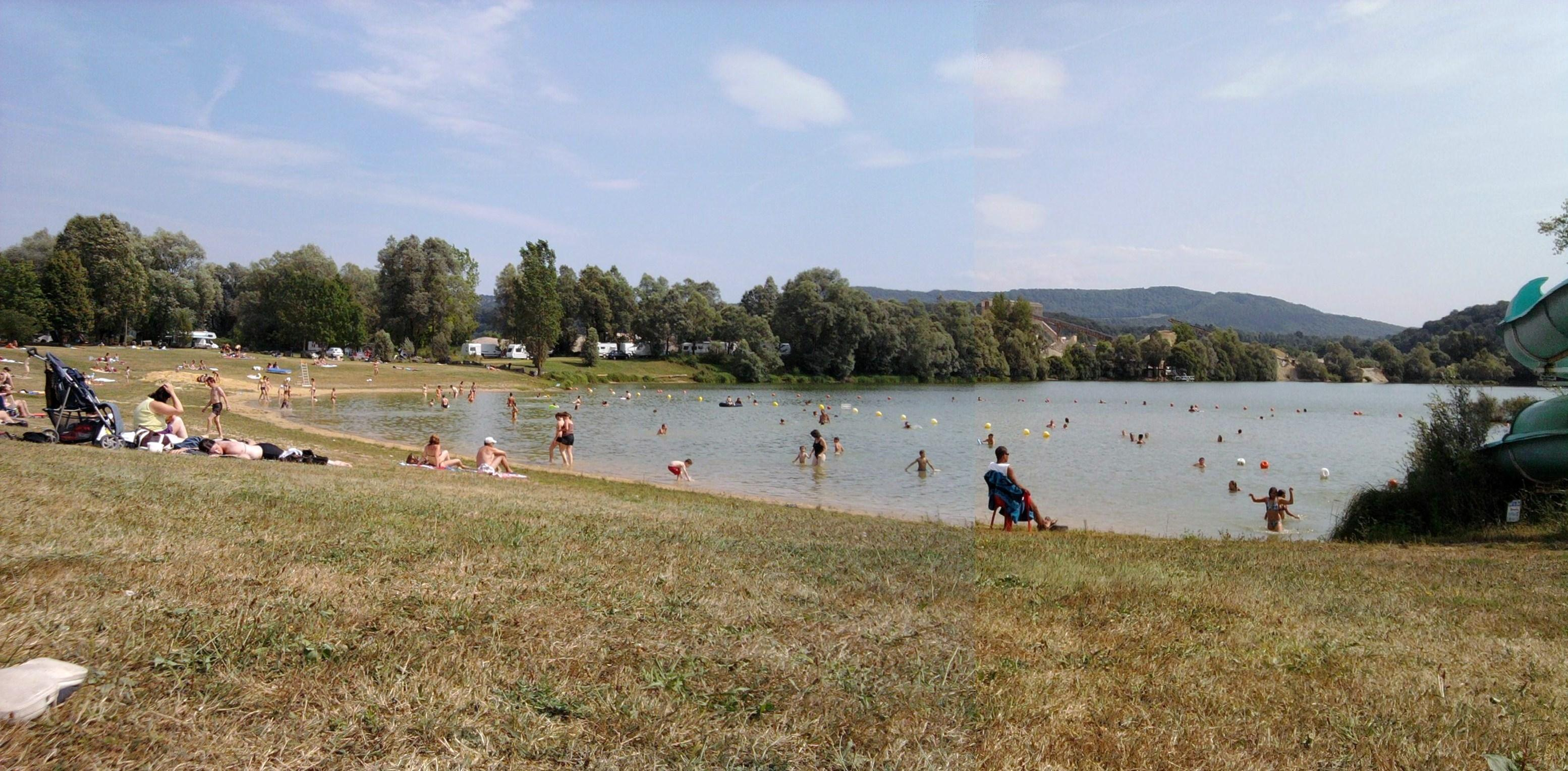
Plage d'Osselle.
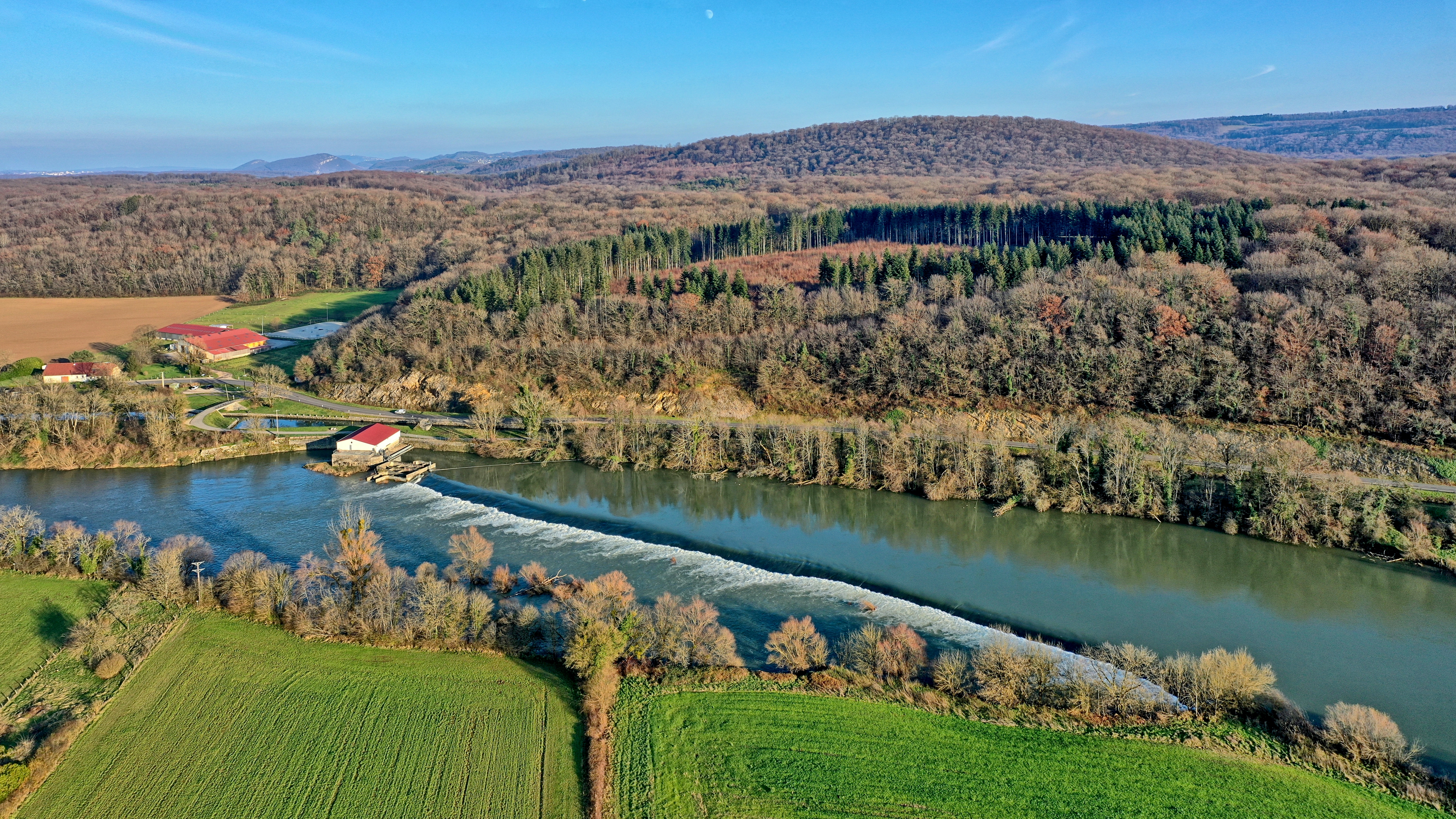
Le barrage d'Arenthon et la centrale hydroélectrique.